# فوزي أيوب
فوزي محمد أيوب (1966 - مايو 2014) كان لبناني كندي وعضو في حزب الله حيث اعتقل في عام 2002 من قبل قوات الجيش الإسرائيلي. بعد ذلك بعامين أطلق سراحه ليعود إلى زوجته وأطفاله الثلاثة في لبنان في صفقة تبادل للأسرى وذلك بمقايضة 436 فلسطيني ولبناني مقابل إلهانان تاننباوم وجثث ثلاثة جنود إسرائيليين اختطفوا قبل أربع سنوات.
ألقى القبض عليه في كندا حول ما إذا كان سيعلن أن حزب الله منظمة إرهابية وما إذا كان سيواصل الحكم على فرعه العسكري بشكل منفصل عن فروع الخدمة السياسية والاجتماعية.
قتل في مايو 2014 أثناء القتال في الحرب الأهلية السورية من قبل كمين أعده الجيش السوري الحر في معركة حلب (2012–2016).

## الحياة
| ”                              | رأيت قتلى من النساء والأطفال. إنها أثرت علي. رأيت أن تلك البائسة يجب أن تكون محمية. | “ |
| —فوزي أيوب أمام محكمة تل أبيب. |                                                                                     |   |

انضم أيوب إلى حركة أمل في عام 1975 أثناء دراسته مدعيا أنه كان من الضروري حماية أسرته. في عام 1983 انضم رسميا إلى حزب الله وبعد ثلاث سنوات كان جزءا من مؤامرة اختطاف استهدفت الخطوط الجوية العراقية الرحلة 163 في رومانيا على أمل تبادل رهائن شركات الطيران للسجناء اللبنانيين المحتجزين في العراق. ومع ذلك تم القبض على الرجل المعين لتسليم الأسلحة النارية الصغيرة لمجموعة أيوب في المطار واسمه شعلان الذي اعترف بالمؤامرة للسلطات الرومانية التي ألقت القبض على أيوب على الفور عندما دخل المبنى. ومع ذلك استهدف فريق الموجة الثانية نفس الرحلة في اليوم التالي واختطفها بنجاح على الرغم من تحطمها في الصحراء العربية مما أسفر عن مقتل 62 شخصا كانوا على متنها.
حكم على أيوب بالسجن لمدة 7 سنوات ولكن أفرج عنه بعد عشرة أشهر فقط.

## الحياة في كندا
في عام 1988 قام عمه برعايته للانتقال إلى كندا تحت رعاية برنامج مصمم خصيصا للنازحين اللبنانيين للهجرة إلى البلاد. حصل على الجنسية الكندية بعد أربع سنوات.
تزوج امرأة من ديترويت وبدأ العمل في محل بقالة في حين أخذ دورات ليلية في الجامعة.
في عام 1994 انفصل عن زوجته بسبب الحجج المتعلقة برغبة زوجته في تجنب وجود أطفال. في العام التالي تزوج من امرأة لبنانية وأنجب ابن أسماه عباس. في عام 1997 ولد له ابن ثان أسماه محمد. وجد عملا في شركة كمبيوتر لكنه عاد إلى لبنان في عام 2000 مستشهدا بتعاسة زوجته بعيدا عن وطنه. ولد له طفل ثالث.

## العودة إلى لبنان
بعد انتقاله إلى لبنان فتح أيوب وزوجته مخبزا وقاموا بتشغيل منفذ إمداد للبناء ولكن أعماله بدأت تتعثر وتراكمت الديون عليهما. حول هذا الوقت تم الاتصال به من قبل الأصدقاء القدامى في حزب الله الذين اقترحوا عليه العودة للانضمام إلى المنظمة.
بعد عدة أشهر سافر أيوب من لبنان إلى اليونان وحصل على جواز سفر أمريكي مزور تحت اسم فرانك بوشي الذي أبحر به إلى حيفا في إسرائيل في أكتوبر 2000. لدى وصوله إلى إسرائيل توجه إلى الضفة الغربية.
بينما كان في الضفة الغربية أطلق محاولة فاشلة لتحرير ثلاثة سجناء بارزين وهم مصطفى الديراني وعبد الكريم عبيد وجهاد شومان مما أسفر عن مقتل اثني عشر شخصا.
في أواخر عام 2002 تم استجواب أيوب من قبل السلطات الإسرائيلية وأوضح أنه كان في المنطقة لمساعدة المسلمين المضطهدين كمتطوع.
تم اعتقاله في 25 يونيو بعد أن اقتحمت القوات الإسرائيلية مركز الشرطة حيث كان موجودا وأبلغت كندا باعتقاله بعد ذلك بثمانية أيام. حصل على ثلاث زيارات قنصلية من كندا وحوكم في محكمة تل أبيب من قبل القاضي زكريا كاسبي.